# Schlacht bei Hohenmölsen

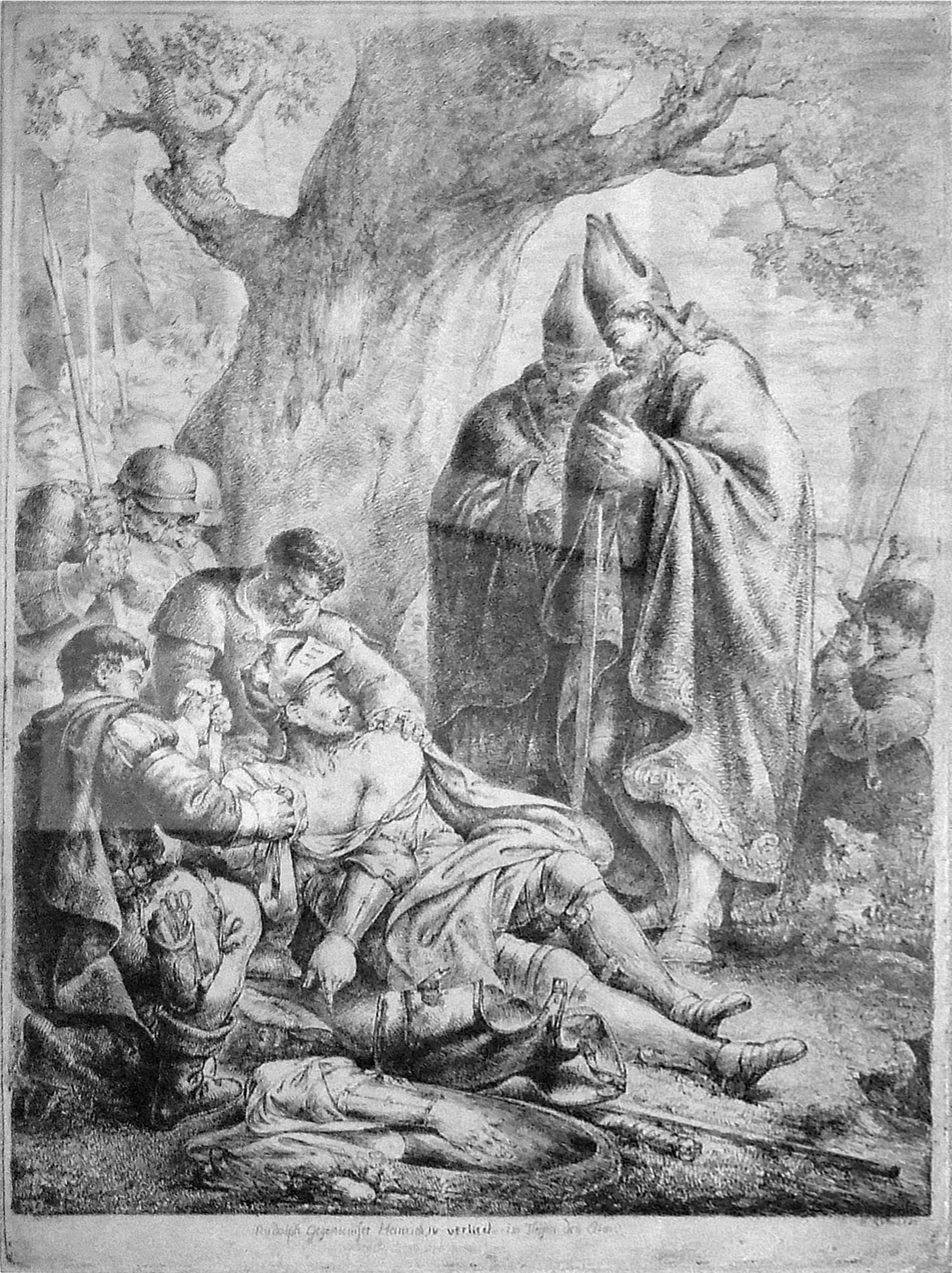
Rudolf von Schwaben zeigt auf die abgeschlagene rechte Hand (Gravierung von 1781)

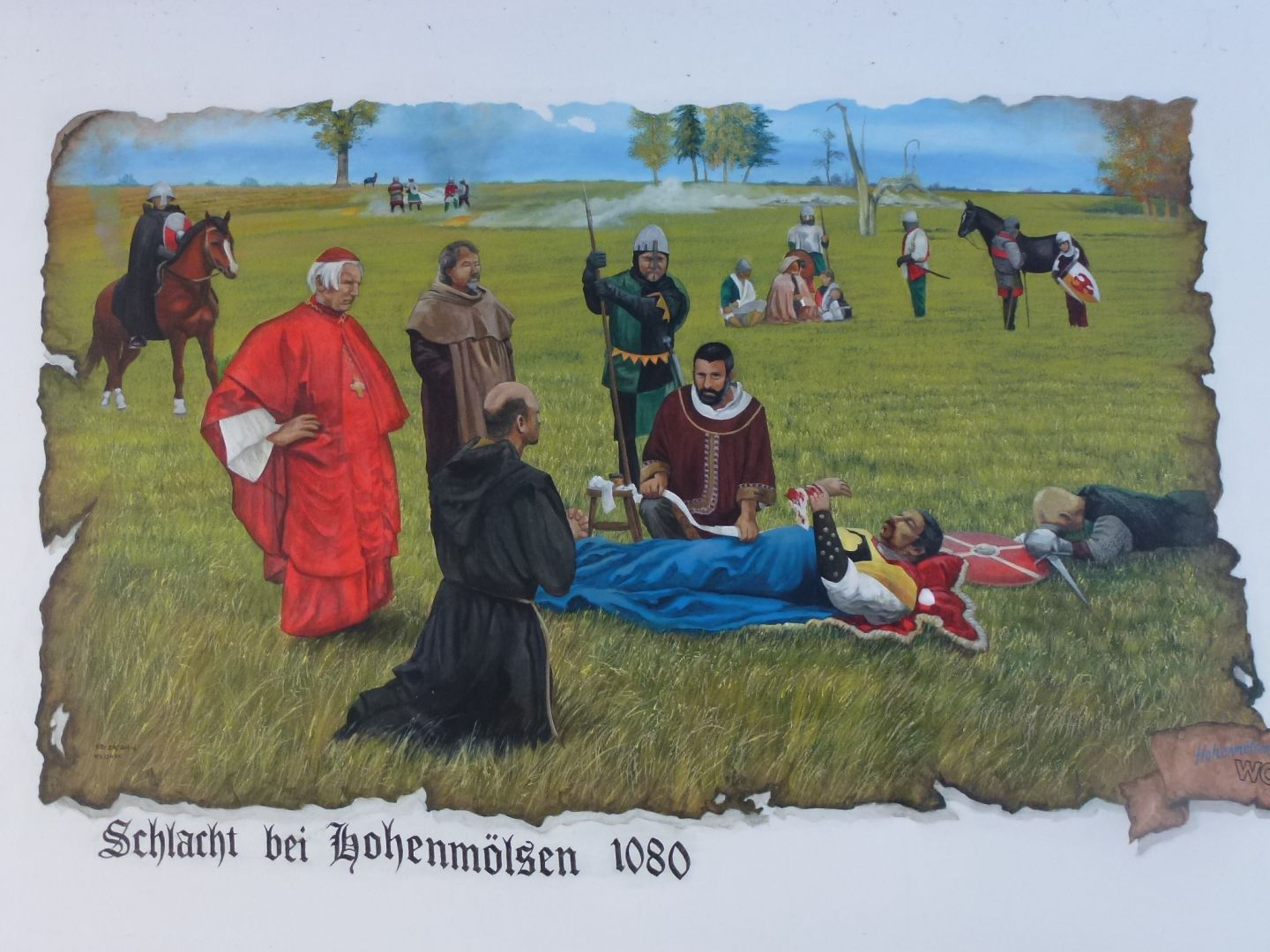
Moderne Darstellung im Zentrum von Hohenmölsen

Die Schlacht bei Hohenmölsen war das dritte und letztlich entscheidende militärische Aufeinandertreffen in der Auseinandersetzung zwischen König Heinrich IV. und dem Gegenkönig Rudolf von Rheinfelden. Es fand am Donnerstag, 15. Oktober 1080, bei Hohenmölsen an der Weißen Elster statt, ist daher auch als Schlacht an der Weißen Elster bekannt geworden. Obwohl militärisch nicht Sieger, konnte Heinrich mit dieser Schlacht die Auseinandersetzung zu seinen Gunsten beenden, da Rudolf in der Schlacht tödlich verwundet wurde.

## Vorgeschichte
Im Februar 1076 hatte Papst Gregor VII. den Kirchenbann über König Heinrich IV. ausgesprochen, dem auf der Fürstenversammlung zu Trebur im Oktober der Beschluss folgte, dass Heinrich abgesetzt sei, wenn er diesen Bann nicht innerhalb eines Jahres löse. Der Gang nach Canossa im Januar 1077 brachte das gewünschte Ergebnis, hielt aber Heinrichs Gegner nicht davon ab, am 15. März Rudolf von Rheinfelden zum König zu wählen und ihn am 26. März auch salben zu lassen. Im Juni belegte Heinrich seinen Gegner mit der Reichsacht und begann, gegen ihn zu Felde zu ziehen. Nach den beiden vorangegangenen Schlachten (Schlacht bei Mellrichstadt am 7. August 1078 und Schlacht bei Flarchheim am 27. Januar 1080, die Rudolf beide gewonnen hatte) trafen die Gegner am 15. Oktober 1080 bei Hohenmölsen erneut aufeinander.

## Der Verlauf der Schlacht
Heinrich war von Hessen über Thüringen Richtung Sachsen marschiert, um sich mit den Kontingenten des Markgrafen von Meißen und vor allem des Herzogs Vratislav von Böhmen zu vereinigen. Während er Richtung Erfurt marschierte, ließ er einige Reiter einen Scheinangriff auf Goslar ausführen und lenkte so die sächsische Hauptstreitmacht dorthin. Währenddessen brandschatzte er Erfurt und zog weiter Richtung Naumburg, bis ihn die von Goslar her anrückende Streitmacht Rudolfs nahe der Weißen Elster einholte und bei Hohenmölsen zur Schlacht stellte.
Heinrich nahm Aufstellung hinter dem Sumpf der Grunau, der für Reiter nur an wenigen Stellen passierbar war. Rudolf entschloss sich zum Angriff, ehe der Zuzug aus Meißen und Böhmen den König noch mehr verstärkte. Dazu begann er ein hinhaltendes Reitergefecht an den wenigen Übergangsstellen, während unter Führung Ottos von Northeim ein Teil der Ritter absaß, den Sumpf durchschritt, so in den Rücken des königlichen Heeres gelangte, das Lager Heinrichs IV. eroberte und schließlich dessen Heer von hinten angriff.
Dieser Rückenangriff entschied die Schlacht zugunsten Rudolfs. Heinrich IV. floh vom Schlachtfeld Richtung Süden, wo Herzog Vratislav II. ihn rettete und nach Böhmen in Sicherheit brachte.

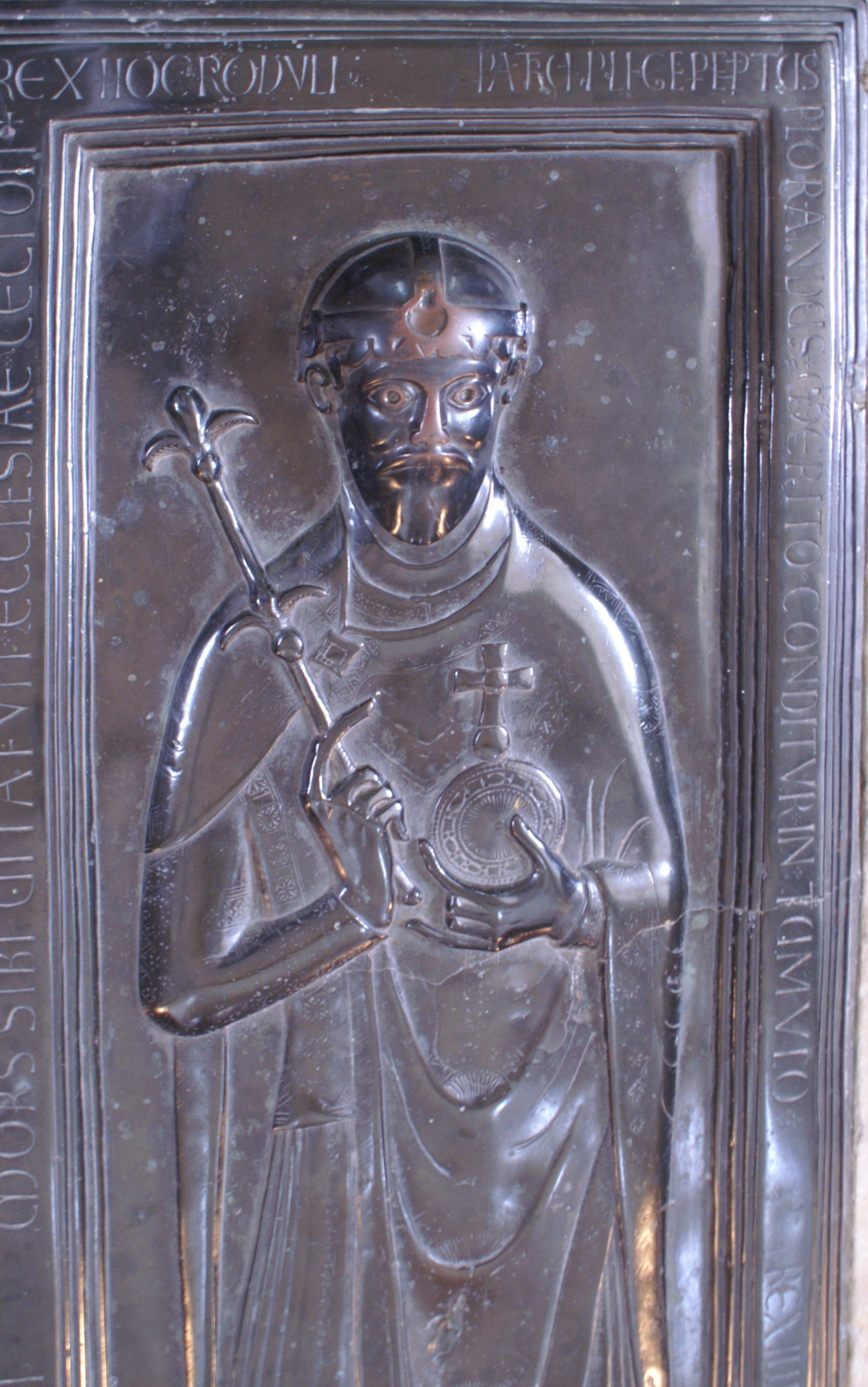
Grabplatte Rudolfs von Rheinfelden im Merseburger Dom

Rudolf von Rheinfelden jedoch wurde während der Schlacht tödlich verwundet. Einer der Ritter Heinrichs IV., dessen Name trotz seiner wichtigen Tat nicht überliefert ist, schlug dem Gegenkönig die rechte Hand ab und stach ihm das Schwert in den Unterleib. Rudolf starb einen Tag später an diesen Verletzungen, wurde im Merseburger Dom aufgebahrt und dort auch begraben. Die abgeschlagene Hand wurde im Dom aufbewahrt, da man hoffte, sie könne in der Folgezeit zu einer Reliquie werden. Heutzutage befindet sich die Hand in der Ausstellung des Dom-Museums.
Die abgetrennte Hand wurde untersucht und festgestellt, dass Indizien dafür sprechen, dass sie erst nach dem Tod abgetrennt wurde.

## Die Folgen
Heinrich IV. reagierte auf die Nachricht von Rudolfs Tod, indem er die Reste seines Heeres sammelte und die Burgen, in denen sich Rudolfs Soldaten verschanzt hatten, Teuchern, Hohenmölsen, Grunau und Pegau, belagerte, eroberte und niederbrannte. Darüber hinaus nutzte er den Tod Rudolfs, vor allem das Abschlagen der rechten Hand, der Schwurhand, propagandistisch als Gottesurteil, womit er die Adelsopposition weiter schwächen konnte.
Drei Jahre später, 1083, ließ Heinrich Rom erstürmen, 1084 zog er selbst in die Stadt ein, wo er am 31. März zum Kaiser gekrönt wurde.